# Gondsroth
Gondsroth ist einer der drei Ortsteile der Gemeinde Hasselroth im Main-Kinzig-Kreis in Hessen. Der Ort liegt am Rande des hessischen Spessarts im Büdinger Meerholzer Hügelland am Hasselbach.

## Geographie

### Nachbargemarkungen
Folgende Gemarkungen grenzen an das Ortsgebiet von Gondsroth:
| Neuenhaßlau |                                             | Niedermittlau |
|             | Kompassrose, die auf Nachbargemeinden zeigt |               |
|             | Somborn                                     |               |

## Geschichte

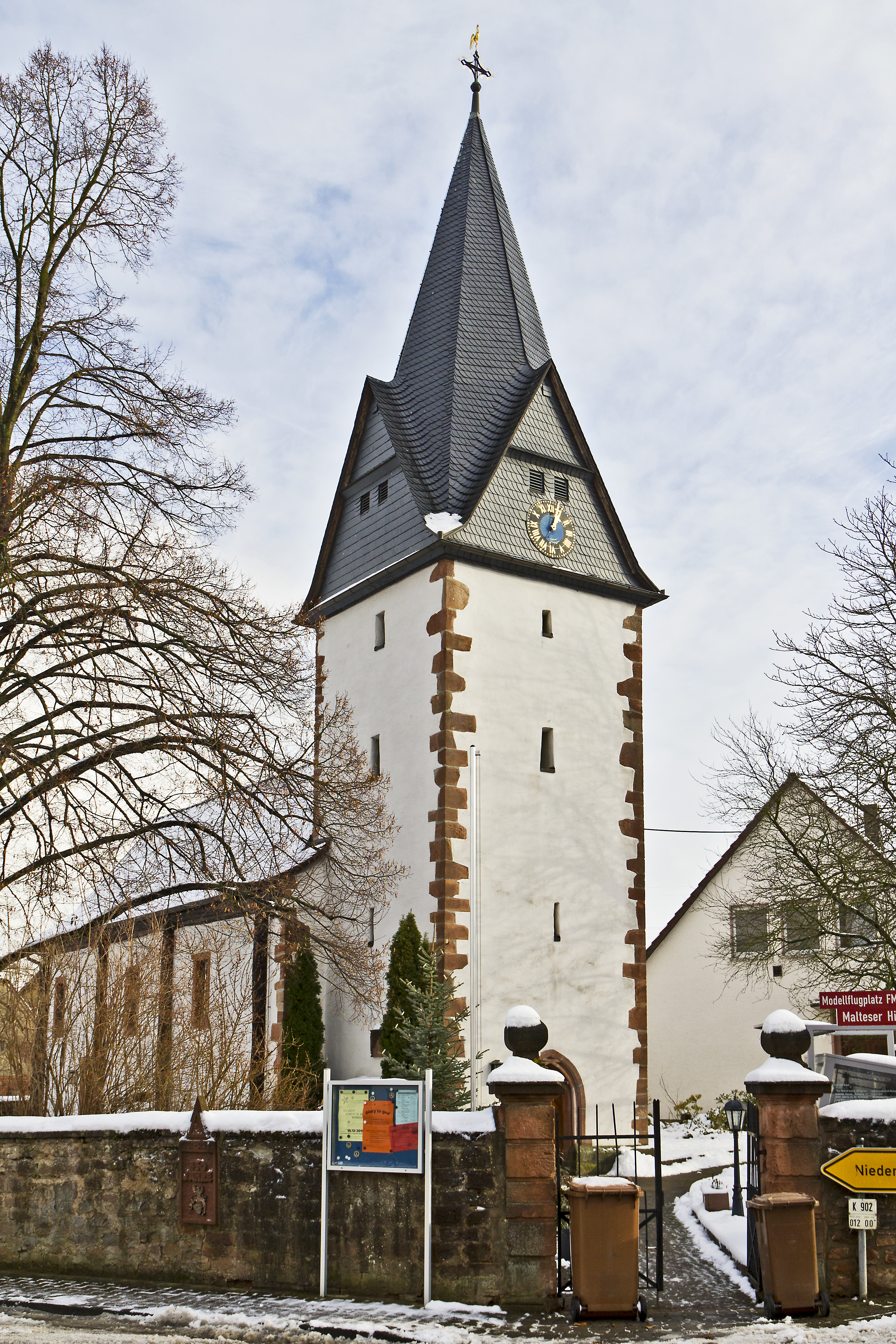
Evangelische Dorfkirche

### Überblick
Das Dorf ist eine Rodesiedlung. Die Rodung erfolgte wohl durch einen Siedler mit dem Namen Gons oder Gunters.
Die älteste bekannte urkundliche Erwähnund als Gonsrode stammt aus dem Jahr 1151. In historischen Dokumenten späterer Jahre ist der Ort unter folgenden Ortsnamen belegt (in Klammern das Jahr der Erwähnung): Gunsrode (um 1234), Gonsrode (1236) und Gonsrade (1347). 1234 wurde eine Kapelle mit Wehrturm in Gondsroth erbaut.
Die Siedlung stand im Mittelalter unter der Herrschaft des gleichnamigen Rittergeschlechts von Gonsrod. Diese besaßen in der Dorfmitte einen Hof und die Bauern mussten Pacht und Zins an die Hofbesitzer bezahlen. Das Adelsgeschlecht war in Verwaltungs- und militärischen Funktionen im Umland tätig, u. a. für das Haus Hanau und Rieneck und die Erzbischöfe von Mainz. Die Gonsrod waren seit der Mitte des 14. Jahrhunderts mehrfach als Stadtschultheißen in Aschaffenburg und Miltenberg eingesetzt und waren gegen Ende des 14. Jahrhunderts sogar im Besitz von Schloss Wörth am Main und hatten Anteile an Burg und Stadt Klingenberg in Gestalt von Heinrich von Gondsroth (Henricus de Gonsrade). Später verlegten sie ihren Stammsitz nach Heimbach bei Mömbris. Sie starben zwischen 1548 und 1597 aus.
Mit dem Aussterben der Gonsrods übernahmen die Grafen von Ysenburg die Herrschaft über den Ort. Der Ort wurde dem Kirchspiel Niedermittlau zugeschlagen. Vom 16. bis zum 19. Jahrhundert wurde im Ort die Leinweberei ausgeübt. Mit dem Ende der napoleonischen Zeit wurde Gondsroth kurhessisch. 1870 kam als Erwerbsquelle eine Zigarrenfabrik in der Dorfmitte hinzu.

### Hessische Gebietsreform
Im Zuge der Gebietsreform in Hessen fusionierten zum 1. Oktober 1971 die bis dahin selbständigen Gemeinden Neuenhaßlau und Gondsroth zur neuen Gemeinde „Hasselroth“.
Ortsbezirke nach der Hessischen Gemeindeordnung wurden nicht errichtet.

### Bevölkerung
Einwohnerstruktur 2011
Nach den Erhebungen des Zensus 2011 lebten am Stichtag dem 9. Mai 2011 in Gondsroth 1098 Einwohner. Darunter waren 69 (6,3 %) Ausländer. Nach dem Lebensalter waren 168 Einwohner unter 18 Jahren, 441 zwischen 18 und 49, 258 zwischen 50 und 64 und 231 Einwohner waren älter. Die Einwohner lebten in 474 Haushalten. Davon waren 117 Singlehaushalte, 153 Paare ohne Kinder und 156 Paare mit Kindern, sowie 45 Alleinerziehende und 3 Wohngemeinschaften. In 96 Haushalten lebten ausschließlich Senioren und in 300 Haushaltungen lebten keine Senioren.
Einwohnerentwicklung
- 1558: 30 Zinspflichtige[3]

| Gondsroth: Einwohnerzahlen von 1834 bis 2011 | Gondsroth: Einwohnerzahlen von 1834 bis 2011 | Gondsroth: Einwohnerzahlen von 1834 bis 2011 | Gondsroth: Einwohnerzahlen von 1834 bis 2011 | Gondsroth: Einwohnerzahlen von 1834 bis 2011 |
| --- | -------------------------------------------- | -------------------------------------------- | -------------------------------------------- | -------------------------------------------- |
| Jahr |                                              |                                              |                                              | Einwohner                                    |
| 1834 | 1834                                         |                                              | 265                                          | 265                                          |
| 1840 | 1840                                         |                                              | 273                                          | 273                                          |
| 1846 | 1846                                         |                                              | 284                                          | 284                                          |
| 1852 | 1852                                         |                                              | 289                                          | 289                                          |
| 1858 | 1858                                         |                                              | 292                                          | 292                                          |
| 1864 | 1864                                         |                                              | 288                                          | 288                                          |
| 1871 | 1871                                         |                                              | 268                                          | 268                                          |
| 1875 | 1875                                         |                                              | 292                                          | 292                                          |
| 1885 | 1885                                         |                                              | 307                                          | 307                                          |
| 1895 | 1895                                         |                                              | 304                                          | 304                                          |
| 1905 | 1905                                         |                                              | 365                                          | 365                                          |
| 1910 | 1910                                         |                                              | 403                                          | 403                                          |
| 1925 | 1925                                         |                                              | 420                                          | 420                                          |
| 1939 | 1939                                         |                                              | 471                                          | 471                                          |
| 1946 | 1946                                         |                                              | 747                                          | 747                                          |
| 1950 | 1950                                         |                                              | 833                                          | 833                                          |
| 1956 | 1956                                         |                                              | 1.009                                        | 1.009                                        |
| 1961 | 1961                                         |                                              | 1.192                                        | 1.192                                        |
| 1967 | 1967                                         |                                              | 1.143                                        | 1.143                                        |
| 1970 | 1970                                         |                                              | 1.069                                        | 1.069                                        |
| 1980 | 1980                                         |                                              | ?                                            | ?                                            |
| 1990 | 1990                                         |                                              | ?                                            | ?                                            |
| 2000 | 2000                                         |                                              | ?                                            | ?                                            |
| 2011 | 2011                                         |                                              | 1.098                                        | 1.098                                        |
| Datenquelle: Historisches Gemeindeverzeichnis für Hessen: Die Bevölkerung der Gemeinden 1834 bis 1967. Wiesbaden: Hessisches Statistisches Landesamt, 1968. Weitere Quellen: LAGIS; Zensus 2011 |                                              |                                              |                                              |                                              |

Konfessionsstatistik
| • 1895: | 298 evangelische (= 97,07 %), 9 katholische (= 2,93 %) Einwohner    |
| • 1961: | 916 evangelische (= 76,85 %), 225 katholische (= 18,88 %) Einwohner |

## Verkehr
Durch den Ort verläuft die Landesstraße 3339. Von 1904 bis 1963 hatte das Dorf eine Haltestelle an der Freigerichter Kleinbahn.

## Infrastruktur
- Für die jungen Einwohner gibt es die Kindertagesstätte Spielträume und eine Grundschule.
- Außerdem gibt es einen Bolz- und einen Spielplatz.